# Bunchosia bonplandiana
Bunchosia bonplandiana là một loài thực vật có hoa trong họ Malpighiaceae. Loài này được A.Juss. mô tả khoa học đầu tiên năm 1840.